# Padéma
Padéma è un dipartimento del Burkina Faso classificato come comune, situato nella Provincia di Houet, facente parte della Regione degli Alti Bacini.
Il dipartimento si compone del capoluogo e di altri 11 villaggi: Bankouma, Banwaly, Djigouema, Hamdallaye, Kimini, Koledougou, Lahirasso, Nematoulaye, Soma, Wigayatoulaye e Zongoma.